# 내장상동
내장상동(內藏上洞)은 대한민국 전북특별자치도 정읍시의 동이다. 상동(上洞)은 본래 정읍현(井邑縣)군내면(郡內面)으로, 1914년 행정구역 개편에 정읍군 정읍면(井邑面) 상리(上里)가 되었다.1913년 4월 1일 읍(邑) 승격으로 구역의 분리도 신경(新景) 원상(元上) 상사(上舍), 중사(中舍) 등으로 개편되었다. 정읍천(井邑川) 유역이었던 이곳 상리 일대는 모래강변이어서 그래서 모래 고개라는 이름이었고, 앞마을은 사저촌(沙底村)이라 이르게 된 것이다. 내장동(內藏洞)은 원래 정읍현(井邑縣) 동면(東面)으로, 1914년 4월 행정구역 개편에, 남일면(南一面)과 합쳐 비로소 내장면(內藏面)이 되었으며, 내장이란 이름은 내장산(內藏山)에서 따온 것이다. 그때의 행정구역은 금붕리(琴朋里), 부전리(夫田里), 쌍암리(雙岩里), 내장리(內藏里), 용산리(龍山里), 교암리(校岩里), 신월리(新月里)로 편성되었는데, 1983년 2월 15일 시(市)로 편입되면서, 원 남일면(元 南一面) 구역인 용산 교암 신월리는 과교동(科橋洞)으로 떨어져 나가고, 금붕·송산·부전·쌍암·내장 등 5개리로 편성되었으며, 내장면이 내장동으로 정주시에 편입되었다.1995년 정읍군과 정주시가 합하여 정읍시가 되었고, 1998년 10월 30에는 상동(上洞)과 내장동(內藏洞)이 통합하여 내장상동(內藏上洞)이 되었다.

## 개요
내장상동은 전국 20개의 국립공원 중 8번째로 지정된 단풍의 명산 내장산이 있는 지역이다. 예로부터 내장동은 산수가 아름답고, 단풍의 고장 내장산이 아름다움을 감추고 있다하여 내장(內-안 내, 藏-감출 장)으로 불렀다. 내장상동은 정읍 동부교통의 중심지이며 정읍시의 23개 읍면동중 인구가 가장 많고 면적도 광활한 지역이다. 또한, 공공기관 및 교육시설과 아파트 등이 밀집되어 있는 주거 지역이며 관광지로, 농촌이 함께하는 도, 농, 관광 복합형태의 다양성이 있는 지역이기도 하다. 

## 연혁
- 1914년 3월 1일 정읍군 정읍면 상리, 정읍군 내장면
- 1931년 4월 1일 정주읍으로 승격(정주읍 상리), 정읍군 내장면
- 1981년 7월 1일 정주읍에서 정주시로 승격(정주시 상동)
- 1983년 2월 15일 정읍군 내장면이 정주시로 편입(정주시 상동, 내장동)
- 1995년 1월 1일 정읍시(정주시, 정읍군 통합)
- 1998년 10월 30일 상동과 내장동이 통합되어 지금의 내장상동이 됨

## 문화재 및 관광 자원
- 정읍 내장사지 - 전북특별자치도 기념물 제 73호
- 정읍 내장산 굴거리나무군락 - 천연기념물 제 91호
- 정읍 영은사지 - 전북특별자치도 기념물 제 63호
- 정읍 내장산 단풍터널
- 정읍 미륵사 석불좌상- 전북특별자치도 유형문화재 제 196호

## 행정 구역
- 상동 일부
- 금붕동
- 송산동
- 부전동
- 쌍암동
- 내장동

## 교육
- 내장초등학교 (금붕동)
- 동신초등학교
- 한솔초등학교
- 정읍여자고등학교
- 학산중학교
- 글로벌학산고등학교
- 정주고등학교 (금붕동)

## 아파트
| 단지명              | 건설사           | 시행사                            | 주소 | 입주        | 비고     |
| ------------------- | ---------------- | --------------------------------- | ---- | ----------- | -------- |
| 상동 휴먼시아 2단지 | (합)군장종합건설 | 대한주택공사                      |      | 2009년 11월 | 국민임대 |
| 상동 휴먼시아 3단지 | 남양건설         | 대한주택공사                      |      | 2009년 11월 | 국민임대 |
| 상동대림            | 대림산업         | 대림산업                          |      |             |          |
| 상동엘지            | ㈜엘지건설       | ㈜엘지건설                        |      |             |          |
| 상동 신성미소지움   | 신성건설         | 상동주공아파트 재건축정비사업조합 |      |             |          |
| 상동 우미타운       | 우미종합건설㈜   | 우미종합건설㈜                    |      | 1997년 12월 |          |